# Y viva España
Az ¡Y viva España! (eredetileg – tévesen – Eviva España, ’S éljen Spanyolország!’; szintén előfordul Que viva España címen is) egy világszerte ismert pasodoble, melyet a belga Leo Caerts zeneszerző és Leo Rozenstraten dalszövegíró szereztek. Legelőször a Samantha művésznéven ismert belga énekesnő, Christiane Bervoets adta elő 1972-ben, flamand nyelven. A spanyol nyelvű fordítást Manuel de Gómez diplomata készítette az énekesnőnek, azonban ezen a nyelven a spanyol Manolo Escobar népszerűsítette a dalt az egész világon.
A következő években számos előadó – Imca Marina, Sylvia Vrethammar, James Last, Hanna Aroni és Gaby Baginsky – feldolgozta különböző nyelveken, főleg angolul és németül, de szintén kering egy ismeretlen női előadótól származó spanyol változat is. Magyarul többek között Szécsi Pál (Kék ég és tenger címen), illetve a Korda György és Balázs Klári duó énekelték.

## Fordítás
- Ez a szócikk részben vagy egészben az Y viva España című spanyol Wikipédia-szócikk fordításán alapul.  Az eredeti cikk szerkesztőit annak laptörténete sorolja fel. Ez a jelzés csupán a megfogalmazás eredetét és a szerzői jogokat jelzi, nem szolgál a cikkben szereplő információk forrásmegjelöléseként.